# Никольская волость (Угличский уезд)
Нико́льская волость — административно-территориальная единица в составе Угличского уезда Ярославской губернии. Существовала в 1862—1923 годах.
Административным центром волости являлось село Никольское.
Ныне территория волости в Большесельском, Угличском районах Ярославской области России.

## История
Образована в 1862 году в процессе реформы 1861 года путём разделения уезда на 16 волостей.
К 1923 году в уезде произошло укрупнение волостей, и село Никольское возглавило 
Радищевскую волость.

## Состав волости
В Никольскую волость входили населённые пункты:
- Ананьино
- Андрейково
- Бекренево
- Березино
- Богданово
- Большая Дуброва
- Большие Починки
- Большие Прямки
- Большое Долтусово
- Ботвино
- Бреньково
- Бродки
- Быоково
- Внучково
- Волыново
- Вороново
- Выползово
- Гаврильцево
- Глуздово
- Горшково
- Дуравино
- Дьяконово
- Жары
- Зубково
- Иванцево
- Инархово
- Каменка
- Копани
- Коробаново
- Коты
- Лопатино
- Луковкино
- Лучеево
- Макарино
- Малая Дуброва
- Малибежи
- Малинники
- Малое Долтусово
- Малые Починки
- Малые Прямки
- Матеево
- Ментихи
- Митино
- Моклоково
- Мондики
- Нефедцево
- Никиткино
- Никольское — волостной центр
- Никольское в Слободищах
- Новоселово
- Огарково
- Отестово
- Павлоково
- Пазухино
- Петряево
- Попково
- Потиралово
- Поткино
- Притыкино
- Путалово
- Селехово
- Скоково
- Сопоти
- Соснино
- Старово
- Степанцево
- Стомариха (Михайловское)
- Татариново
- Тегоницы
- Телятово
- Терентьево
- Углицково
- Удавихино
- Федорково
- Хомерово
- Ченцы
- Чепорово
- Чубуково
- Широконово
- Юркино
- Ядреево
- Якимово